# Terry Klassen
Terry Klassen (Winnipeg, 31 marzo 1957) è un doppiatore e direttore del doppiaggio canadese.
Lavora principalmente a Vancouver.

## Carriera
Klassen iniziò la sua carriera co-creando il programma Yvon dello Yukon. È il direttore del doppiaggio di molte serie tra cui si ricorda: Johnny Test, George della Giungla, Ed, Edd & Eddy, alcuni film di Barbie, Transformers, CardCaptors, Pucca, My Little Pony: L'amicizia è magica, Littlest Pet Shop. Klassen è anche uno scrittore e direttore in alcune puntate della serie Bakugan. È stato candidato per un Daytime Emmy Award, per la direzione di una puntata di Martha's Speaks.

## Filmografia

### Ruoli di doppiaggio
- Dragon Ball Z - Guldo, Crili, Appule, Maestro Muten (ep. 108+), Babidy, Re Kaio dell'Ovest, Annunciatore del Cell Game, Re Vegeta, Bibbidy (doppiaggio Ocean Group)
- I cieli di Escaflowne - Grande Uomo, Pyle
- Galaxy Express 999 - Conduttore
- Hamtaro - Jingle
- InuYasha - Kotatsu, Hachi
- Key the Metal Idol - Senichi Tamari
- Maison Ikkoku - Sakamoto
- Mobile Suit Gundam  - Quaran, Feden il messaggero
- Monkey Magic - Wowzer, Lao Tzu, Ministro Fuchin, Sonicmate
- Monster Rancher - Ed, Ducken, Color Pandora, Jill
- Saber Marionette J - Pinsuke
- Soul Taker - Henry
- Transformers: Energon - Skyblast, Six Shot
- Zoids - Billy, Fence
- Zoids: Fuzors - Billy, Fence
- Ranma ½ - Hiroshi, Chingensai

### Animazione
- Baby Looney Tunes - Baby Silvestro
- Billy the Cat - Moonie
- Bots Master - D'Nerd
- Universi paralleli per Bucky O'Hare - AFC Blinky, Frix
- I gemelli Cramp - Tony Parsons, Seth Parsons
- Barbie e il canto di Natale - Hypnotist, Boz
- Cybersix - Von Reichter
- Due draghi per una cintura nera - Trigger Happy, Ice Pick
- Draghi e draghetti - La Furia
- Ed, Edd & Eddy: Il grande film - Fratello di Eddy
- Extreme Dinosaurs - Quattro dinosauri scatenati - Spittor
- Krypto the Superdog - Weddles il pinguino, Tusky Husky
- Cappuccetto rosso (film 1995) - Tordo
- Littlest Pet Shop - Principessa Stori
- Martha Speaks - O.G. Kennelly
- Mega Man - Cut Man, Ice Man, Bomb Man, Elec Man, Hard Man, Shadow Man, Toad Man
- Mucha Lucha - Rikochet
- Mummies Alive! - Quattro mummie in metropolitana - Mr. Huxley
- My Little Pony - L'amicizia è magica - Giovane Hoops, padre di Pinkie Pie, Apple Split
- Il mondo incantato dei Pocket Dragon - Coccolo
- The Ripping Friends - Pooperman
- Rudolph, il cucciolo dal naso rosso - Dancer
- Salty's Lighthouse - Zak
- SheZow - Fuji Kido
- Skysurfer Strike Force - Zachariah Easel
- 20.000 leghe nello spazio - Malcolm
- Voltron Force - Kloak
- Yakkity Yak - Gary